# Bernard-Marie Koltès
Bernard-Marie Koltès (Metz, 1948. április 9. – Párizs, 1989. április 15.) francia drámaíró, színházi rendező.

## Élete
1948-ban született Metzben, középosztálybeli családba. Középiskolai tanulmányait a metzi Saint Clément Gimnáziumban végezte, ezután egy rövid ideig újságírást tanult. Lázadó alkatú, magányos ember volt, gyakran a szintén homoszexuális Jean Genethez szokták hasonlítani. Figyelme a színház felé 20 évesen fordult, miután nagy hatással volt rá Maria Casarès Médeia-beli előadása. Ezután iratkozott be a Théâtre national de Strasbourg iskolájába rendezés szakra. Ezt az iskolát is néhány hónap után otthagyta, és megalapított saját társulatát Théâtre du Quai néven. Első drámáit e társulat számára írta, az előadásokat maga rendezte. Egy rövid ideig (1974-1978) a Francia Kommunista Párt tagja. Beutazta Latin-Amerikát és Afrikát, többször járt New Yorkban is. La Nuit juste avant les forêts című darabját az 1977-es Avignoni Fesztivál is a programjára tűzte. 1980-ban ismerkedett meg Patrice Chéreauval, aki állandó rendezője lett. 1989-ben hunyt el AIDS-hez köthető betegségben.

## Művei

### Drámák
- Les Amertumes (bemutató: 1970)
- La Marche (bemutató: 1970)
- Procès Ivre (bemutató: 1971)
- L'héritage (bemutató: 1972)
- Récits morts. Un rêve égaré (bemutató: 1973)
- Des voix sourdes (bemutató: 1974)
- Le Jour des meurtres dans l'histoire d'Hamlet (bemutató: 1974)
- Sallinger (bemutató: 1977)
- La Nuit juste avant les forêts (bemutató: 1977)
- A néger és a kutyák harca (Combat de nègres et de chiens) (bemutató: 1979)
- Quai Ouest (bemutató: 1985)
- A gyapotmezők magányában (Dans la solitude des champs de coton) (bemutató: 1985)
- Tabataba (bemutató: 1986)
- Magányéjszaka (Le Retour au désert) (bemutató: 1988)
- Roberto Zucco (bemutató: 1988)

## Magyarul
- Magányéjszaka / A gyapotmezők magányában. Színművek; ford. Fáber András, Lakos Anna; Ab Ovo, Bp., 1995 (Abgang könyvek)

## Külső hivatkozások
- Bernard-Marie Koltès hivatalos oldala. [2010. február 13-i dátummal az eredetiből archiválva]. (Hozzáférés: 2009. január 5.)
- Bernard-Marie Koltès a PORT.hu-n (magyarul)
- Bernard-Marie Koltès. Théâtre contemporain